# Danijela Martinović
Danijela Martinović, född 15 juli 1971 i Split, är en kroatisk popsångerska och skådespelerska.
Martinović började sjunga vid en tidig ålder. Hon fick ett genombrott som sångerska i samband med att hon gick med i popgruppen Magazin, efter att sångerskan Ljiljana Nikolovska hoppat av. Bandet hade sedan 1970-talet haft stora framgångar i hela Jugoslavien och hon sjöng på albumen Da mi te zaljubit u mene (1991), Došlo vrijeme (1993) och Simpatija (1994). Tillsammans med Magazin representerade hon Kroatien i Eurovision Song Contest 1995 i Dublin. Där framförde de låten Nostalgija (skriven av Tonči Huljić), som hamnade på en sjätteplats med 91 poäng. Hon lämnade bandet 1996 för att satsa på en solokarriär och samma år gav hon ut sitt debutalbum Zovem te ja. 
Martinović deltog i den kroatiska uttagningen (Dora) till Eurovision Song Contest 1998 med låten Neka mi ne svane och vann. Hon fick återigen representera Kroatien i tävlingen, denna gång i Birmingham, och hamnade på en femteplats med 131 poäng. Samma år släppte hon sitt andra album, To malo ljubavi, som sålde i mer än 100 000 exemplar. Det är således ett av de mest köpta albumen av en kroatisk sångerska och uppnådde även hög popularitet i grannländerna, framför allt i Slovenien. I Makedonien blev hon vald till ”årets artist” 1999. Hon gav ut sitt tredje album, I po svijetlu i po mraku, samma år och också den blev ett av de mest köpta albumen från en kroatisk artist (45 000 ex. på en månad). Hon genomförde därefter över 350 konserter i Kroatien, Slovenien, Bosnien-Hercegovina, Makedonien, Schweiz och Tyskland det året.
År 2001 gav hon ut samlingsalbumet Najbolje godine och albumet Pleši sa mnom, som innehöll nyskrivna låtar. Från detta album fick hon ett hit med låten Ovako ne mogu dalje, som var en duett med sångaren Kemal Monteno. Hon gav ut julskivan Božić s Danijelom 2003. År 2005 återvände hon till Dora, där hon hamnade på en tredjeplats, och släppte samma år albumet Oaza. Samlingsalbumet Canta y baila con Danijela släpptes året därpå med remastrade låtar. Hennes senaste album, Unikat, släpptes 2011.